# La Feuillie (Manche)
Pour les articles homonymes, voir La Feuillie.
La Feuillie est une commune française, située dans le département de la Manche en région Normandie, peuplée de 299 habitants.

## Géographie

### Localisation
La commune est au nord du Coutançais. Son bourg est à 6 km à l'ouest de Périers, à 8 km au sud-est de Créances et à 17 km au nord de Coutances.
| Créances | Lessay (comm. dél. de Lessay | Millières            |
| Pirou    | La Feuillie                  | Millières            |
| Pirou    | Muneville-le-Bingard         | Muneville-le-Bingard |

### Hydrographie
La commune est située dans le bassin Seine-Normandie. Elle est drainée par l'Ay, la Goutte, le canal 01 de la commune de la Feuillie, le cours d'eau 01 de la commune de la Feuillie et le fossé 02 de la commune de la Feuillie,,.
L'Ay, d'une longueur de 33 km, prend sa source dans la commune de La Vendelée et se jette  dans la havre de Saint-Germain-sur-Ay en limite de Saint-Germain-sur-Ay et de Créances, après avoir traversé neuf communes. 

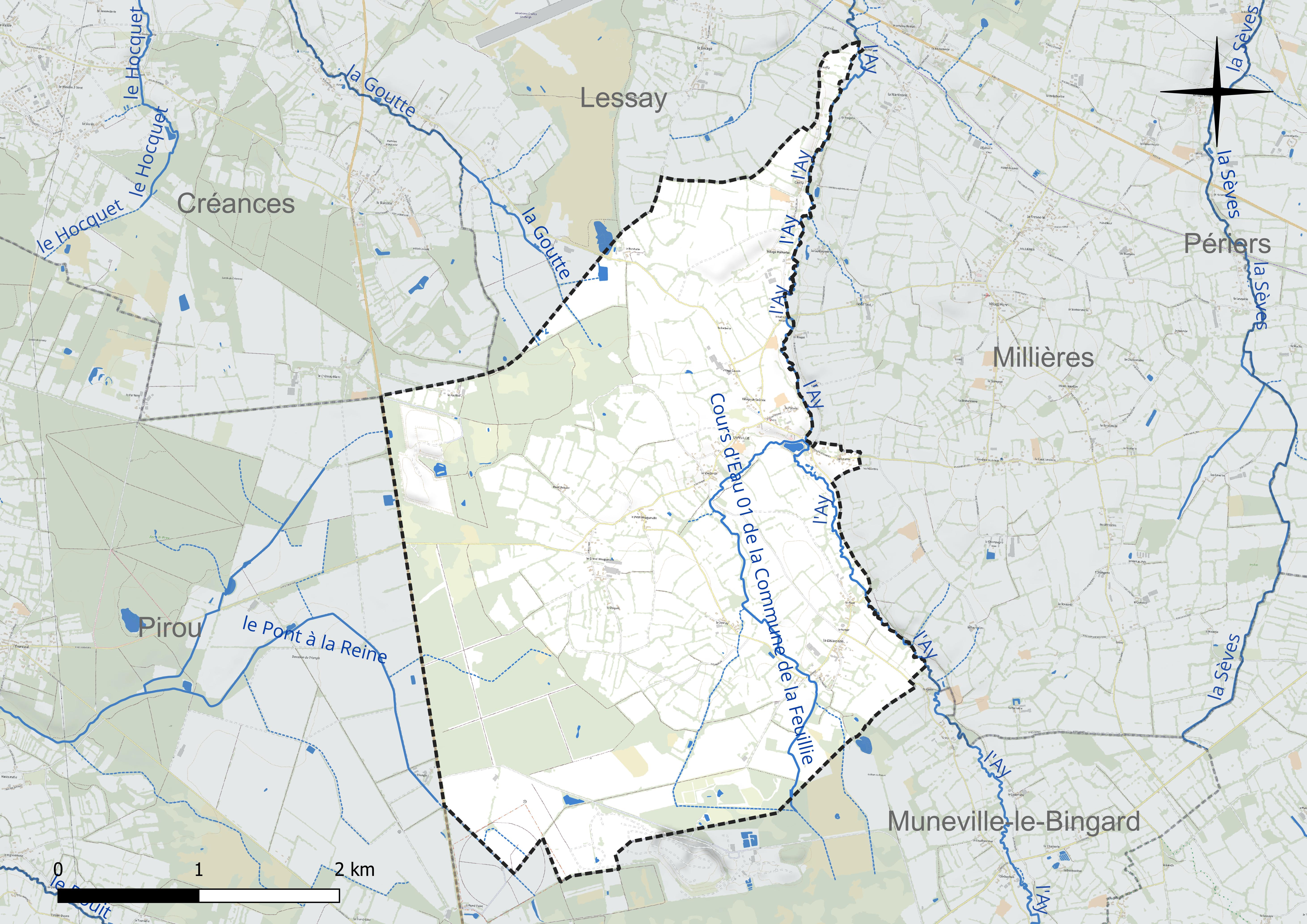
Réseau hydrographique de la La Feuillie.

### Climat
Pour des articles plus généraux, voir Climat de la Normandie et Climat de la Manche.
En 2010, le climat de la commune est de type climat océanique franc, selon une étude du CNRS s'appuyant sur une série de données couvrant la période 1971-2000. En 2020, Météo-France publie une typologie des climats de la France métropolitaine dans laquelle la commune est exposée à un climat océanique et est dans la région climatique  Normandie (Cotentin, Orne), caractérisée par une pluviométrie relativement élevée (850 mm/a) et un été frais (15,5 °C) et venté. Parallèlement le GIEC normand, un groupe régional d’experts sur le climat, différencie quant à lui, dans une étude de 2020, trois grands types de climats pour la région Normandie, nuancés à une échelle plus fine par les facteurs géographiques locaux. La commune est, selon ce zonage, exposée à un « climat maritime », correspondant au Cotentin et à l'ouest du département de la Manche, frais, humide et pluvieux, où les contrastes pluviométrique et thermique sont parfois très prononcés en quelques kilomètres quand le relief est marqué.
Pour la période 1971-2000, la température annuelle moyenne est de 11,1 °C, avec une amplitude thermique annuelle de 11,4 °C. Le cumul annuel moyen de précipitations est de 946 mm, avec 14 jours de précipitations en janvier et 7,8 jours en juillet. Pour la période 1991-2020, la température moyenne annuelle observée sur la station météorologique la plus proche, située sur la commune de Gouville-sur-Mer à 12 km à vol d'oiseau, est de 12,2 °C et le cumul annuel moyen de précipitations est de 844,8 mm,. Pour l'avenir, les paramètres climatiques de la commune estimés pour 2050 selon différents scénarios d’émission de gaz à effet de serre sont consultables sur un site dédié publié par Météo-France en novembre 2022.

## Urbanisme

### Typologie
Au 1er janvier 2024, La Feuillie est catégorisée commune rurale à habitat très dispersé, selon la nouvelle grille communale de densité à sept niveaux définie par l'Insee en 2022.
Elle est située hors unité urbaine et hors attraction des villes,.

### Occupation des sols
L'occupation des sols de la commune, telle qu'elle ressort de la base de données européenne d’occupation biophysique des sols Corine Land Cover (CLC), est marquée par l'importance des territoires agricoles (73,9 % en 2018), en diminution par rapport à 1990 (81,3 %). La répartition détaillée en 2018 est la suivante : prairies (39 %), zones agricoles hétérogènes (21,2 %), forêts (20,1 %), terres arables (13,7 %), milieux à végétation arbustive et/ou herbacée (4,6 %), mines, décharges et chantiers (1,4 %). L'évolution de l’occupation des sols de la commune et de ses infrastructures peut être observée sur les différentes représentations cartographiques du territoire : la carte de Cassini (XVIIIe siècle), la carte d'état-major (1820-1866) et les cartes ou photos aériennes de l'IGN pour la période actuelle (1950 à aujourd'hui).

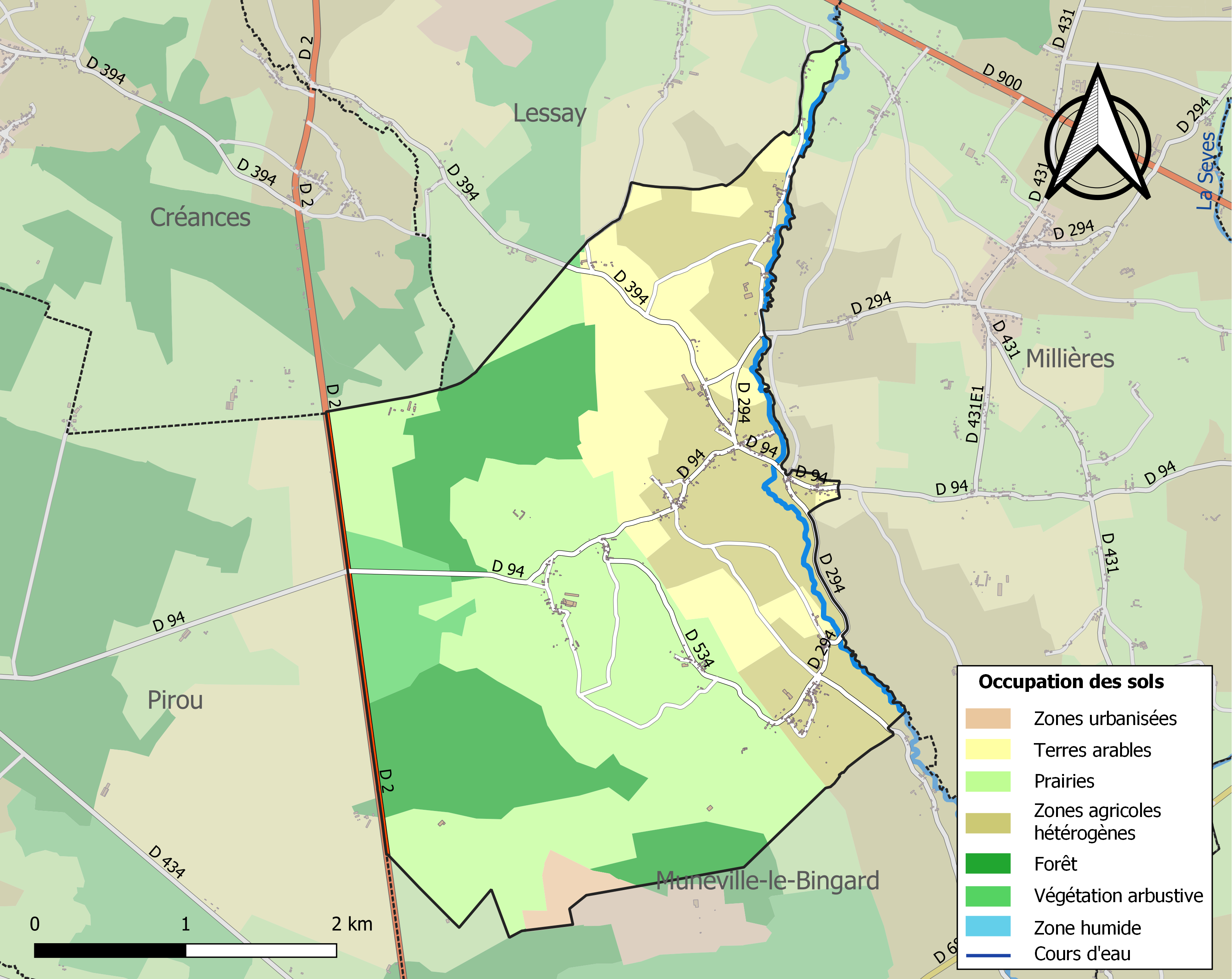
Carte des infrastructures et de l'occupation des sols de la commune en 2018 (CLC).

## Toponymie
Le nom de la localité est attesté sous les formes Foliata vers 1190, Fuilleia au XIIIe siècle, de Fuilleia vers 1280 et la Fueillie en 1333.
Le toponyme est issu de l'ancien français feuillie, feuillée, « habitation, loge construite ou couverte de feuilles »,.
Homonymie avec La Feuillie (Seine-Maritime) .
Le gentilé est Feuillant.

## Histoire
En 1105, Robert de La Haye († 1154), baron de la Haye-du-Puits, donne l'église Saint-Nicolas à l'abbaye de Lessay. La baronnie ecclésiale de Cavilly (également sur Lessay) était l'un des huit fiefs relevant de l'abbaye de Lessay.
Saint Louis (1214-1270), possédait à La Feuillie un vivier et un moulin qui porte son nom, sur l'Ay, près de l'église, qui fut donné à l'abbaye de Lessay.
C'est soit à La Feuillie ou à Angoville-au-Plain au lieu-dit Pont-Perrat ou au gué Saint-Clément dans la baie des Veys, que Geoffroy d'Harcourt dit le « boiteux », allié puis rival des rois de France et d'Angleterre pendant la guerre de Cent Ans, qu'en 1356, encerclé par le roi de France, Jean Le Bon, il se battit jusqu'à la mort.
Au cours de la Révolution, Jacques Lejardinier-Deslandes (1750-1792), curé et premier maire de La Feuillie, représenta le clergé aux États Généraux de 1789 à Coutances. Ayant refuser de prêter serment, il part à Paris, enfermé au couvent des Carmes, il est massacré le 2 septembre 1792. Il sera béatifié le 17 octobre 1926.
En 1852, il fut découvert une urne contenant 8 000 pièces de monnaie des XIe aux XIIIe siècles.

## Politique et administration
| Période                                  | Période   | Identité        | Étiquette | Qualité     |
| ---------------------------------------- | --------- | --------------- | --------- | ----------- |
| 1945                                     | 1945      | René Mahaut     |           |             |
| 1945                                     | 1953      | Nicolas Martin  |           |             |
| 1953                                     | 1965      | Henri Meslin    |           |             |
| 1965                                     | 1977      | Pierre Hébert   |           |             |
| 1977                                     | 2000      | Charles Meslin  |           |             |
| 2000                                     | mars 2014 | Louis Burais    | UMP       | Agriculteur |
| mars 2014                                | En cours  | Philippe Clérot | SE        | Agriculteur |
| Les données manquantes sont à compléter. |           |                 |           |             |

Le conseil municipal est composé de onze membres dont le maire et deux adjoints.

## Démographie
L'évolution du nombre d'habitants est connue à travers les recensements de la population effectués dans la commune depuis 1793. Pour les communes de moins de 10 000 habitants, une enquête de recensement portant sur toute la population est réalisée tous les cinq ans, les populations de référence des années intermédiaires étant quant à elles estimées par interpolation ou extrapolation. Pour la commune, le premier recensement exhaustif entrant dans le cadre du nouveau dispositif a été réalisé en 2005.
En 2022, la commune comptait 299 habitants, en évolution de +10,74 % par rapport à 2016 (Manche : −0,31 %, France hors Mayotte : +2,11 %).
La Feuillie a compté jusqu'à 868 habitants en 1806.
| 1793 | 1800 | 1806 | 1821 | 1831 | 1836 | 1841 | 1846 | 1851 |
| ---- | ---- | ---- | ---- | ---- | ---- | ---- | ---- | ---- |
| 865  | 827  | 868  | 804  | 745  | 723  | 697  | 676  | 638  |

| 1856 | 1861 | 1866 | 1872 | 1876 | 1881 | 1886 | 1891 | 1896 |
| ---- | ---- | ---- | ---- | ---- | ---- | ---- | ---- | ---- |
| 626  | 599  | 630  | 604  | 582  | 547  | 525  | 511  | 436  |

| 1901 | 1906 | 1911 | 1921 | 1926 | 1931 | 1936 | 1946 | 1954 |
| ---- | ---- | ---- | ---- | ---- | ---- | ---- | ---- | ---- |
| 426  | 431  | 468  | 383  | 378  | 403  | 408  | 400  | 414  |

| 1962 | 1968 | 1975 | 1982 | 1990 | 1999 | 2005 | 2006 | 2010 |
| ---- | ---- | ---- | ---- | ---- | ---- | ---- | ---- | ---- |
| 375  | 355  | 318  | 298  | 242  | 263  | 274  | 274  | 296  |

| 2015 | 2020 | 2022 | - | - | - | - | - | - |
| ---- | ---- | ---- | - | - | - | - | - | - |
| 273  | 296  | 299  | - | - | - | - | - | - |

## Lieux et monuments

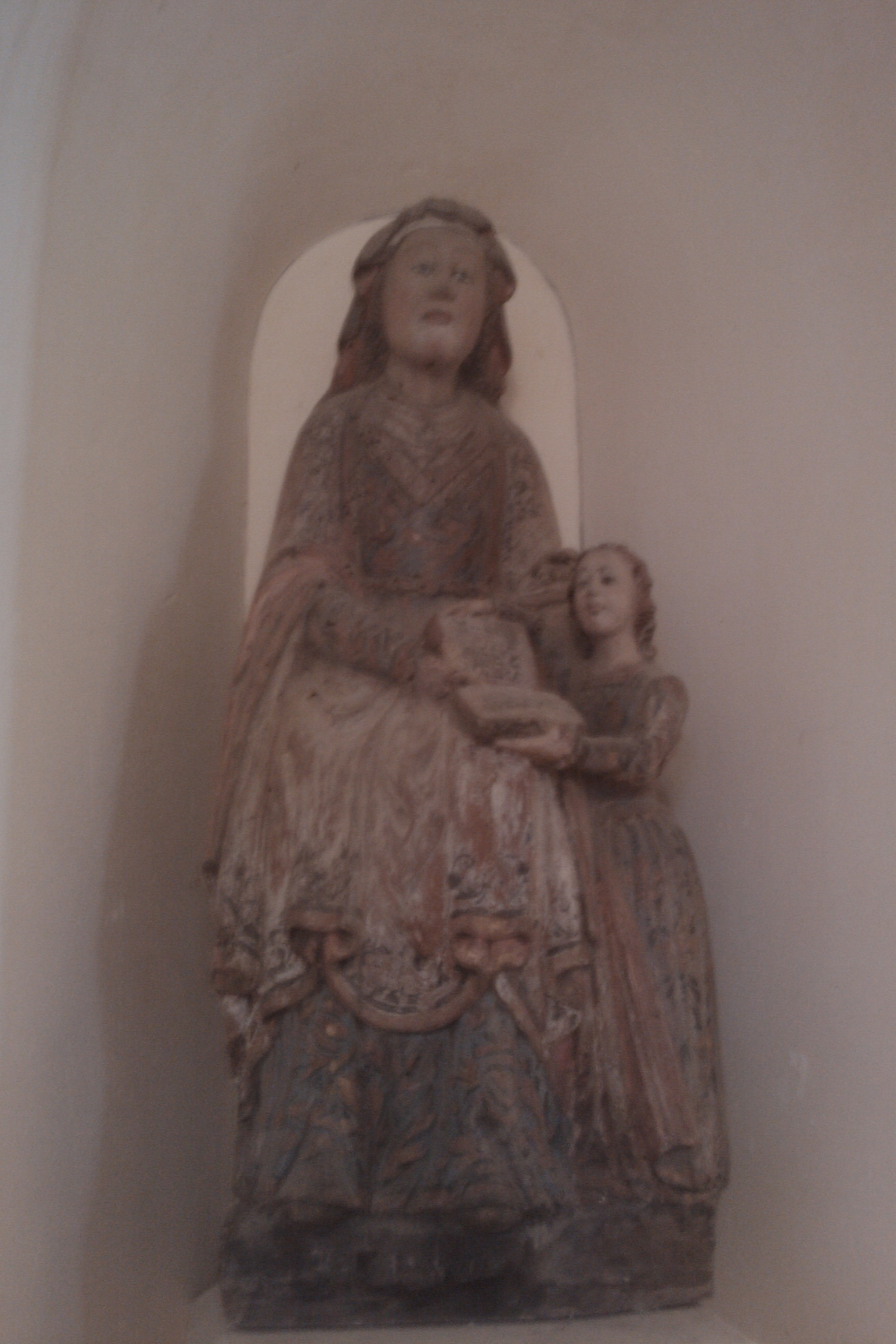
L'Éducation de la Vierge.

- Église Saint-Nicolas du XIIe, le chœur et le clocher reconstruits dans les années 1920. Elle abrite des vitraux du XXe, dont l'un représentant le bienheureux Lejardinier-Deslandes, et de nombreuses œuvres classées au titre objet aux monuments historiques[36] : maître-autel du XVIIIe, les groupes sculptés et statues : saint Julien terrassant le dragon du XVIIe, l'Éducation de la Vierge du XVIe, saint Louis du XVIIIe, saint Nicolas du XVIIIe, saint Louis adolescent du XVIIe, saint Jacques le Majeur du XVIIe, des fonts baptismaux du XIIe, une Vierge à l'Enfant du XIVe.
- Manoir de Cavilly du XVIIe siècle, avec tourelles et portes charretière et piétonne.
- Ancien moulin vers Millières et un autre restauré avec sa roue à aubes près de l'église.
- Oratoire à la sortie du village.